# 1707
1707 (MDCCVII) byl rok, který dle gregoriánského kalendáře započal sobotou.

## Události
- 1. ledna – Jan V. byl korunován na krále Portugalska.
- 18. ledna – Bylo založeno dnešní ČVUT v Praze.
- 25. dubna – V bitvě u Almansy byla vojska aliance poražena francouzskými jednotkami.
- 1. května – Zákony o unii (Acts of Union) byla Anglie a Skotsko sloučeny v Království Velké Británie.
- 1. září – Císař Josef I. se na saském zámku Altranstädt sešel se švédským králem Karlem XII., kde podepsali Altranstädtskou konvenci. Ta zajišťovala lepší postavení evangelíkům ve Slezsku.
- V Brazílii byla zakázána capoeira.

### Probíhající události
- 1700–1721 – Severní válka
- 1701–1714 – Válka o španělské dědictví

## Narození

### Česko
- 30. dubna – Jan Jílek, exilový hodnostář a kronikář († 3. října 1780)
- 28. srpna – Antonín Petr Příchovský z Příchovic, arcibiskup († 14. dubna 1793)

### Svět

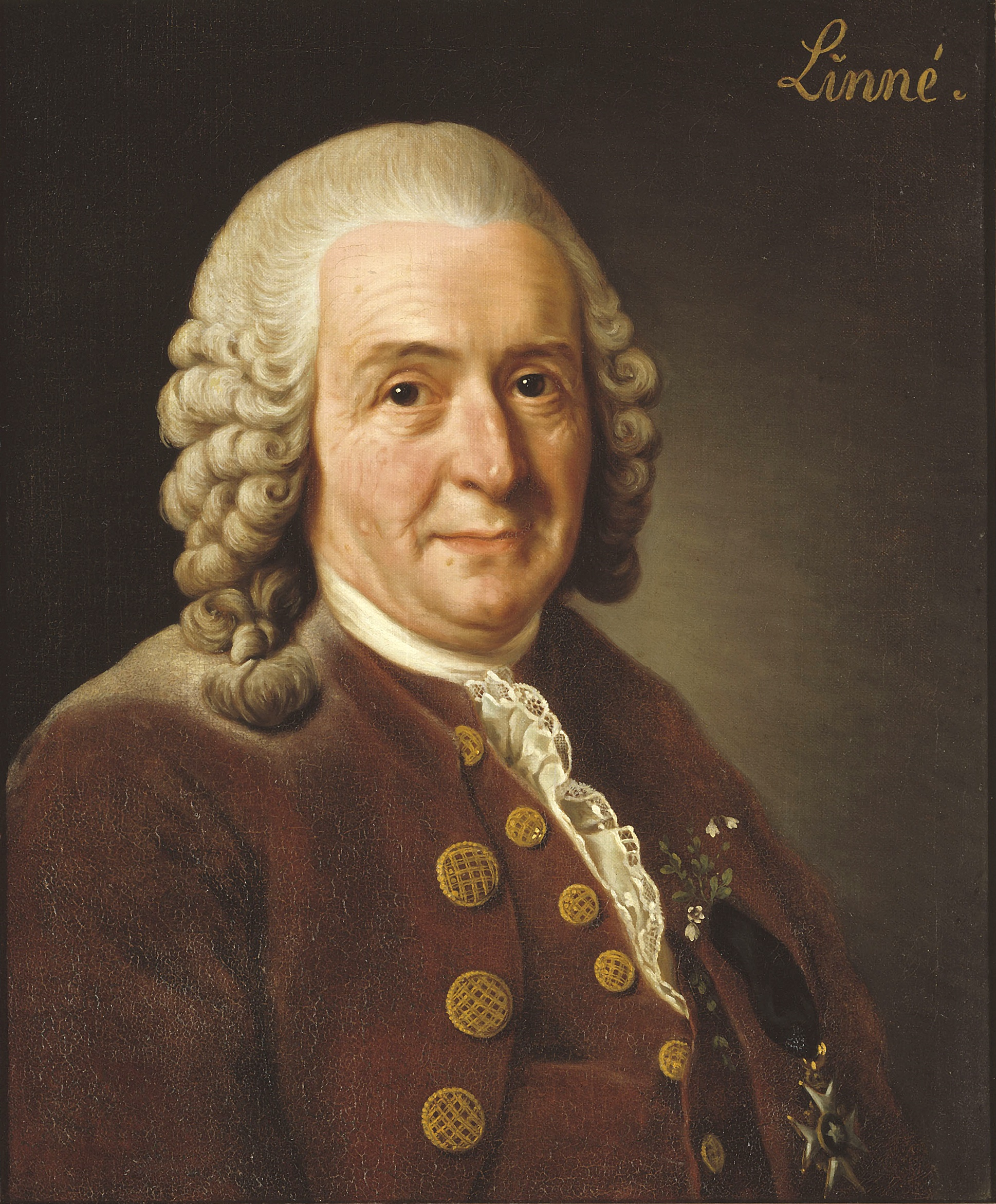
Carl Linné (* 23. května)

- 6. ledna – Johann Friedrich Crell, německý anatom a fyziolog († 19. května 1747)
- 17. ledna – Antoine Gautier de Montdorge, francouzský dramatik a libretista († 24. října 1768)
- 20. ledna – Frederik Ludvík Hannoverský, britský princ († 20. března 1751)
- 25. února – Carlo Goldoni, italský dramatik († 6. února 1793)
- 15. dubna – Leonhard Euler, švýcarský matematik († 18. září 1783)
- 22. dubna – Henry Fielding, anglický spisovatel († 8. října 1754)
- 12. května – Marie Anna Kotulinská z Křížkovic, kněžna z Lichtenštejna († 6. února 1788)
- 23. května – Carl Linné, švédský přírodovědec († 10. ledna 1778)
- 25. srpna – Ludvík I. Španělský, španělský král z rodu Bourbonů († 31. srpna 1724)
- 7. září – Georges Louis Leclerc de Buffon, francouzský přírodovědec († 16. dubna 1788)

## Úmrtí

### Česko
- 18. dubna – Antonín Hartmann, františkán
- 18. června – Johann Evangelista Fritsch, slezský františkán a teolog

### Svět
- 4. ledna – Ludvík Bádenský, vojevůdce rakouských Habsburků (* 8. dubna 1655)
- 8. února – Giuseppe Aldrovandini, italský hudební skladatel (* 8. června 1671)
- 17. února
  - Giambattista Rubini, italský kardinál (* 1642)
  - Zubdat-un-Nissa Begum, dcera mughalského císaře Aurangzeba (* 2. září 1651)
- 3. března – Aurangzéb, šestý mughalský císař (* 3. listopadu 1618)
- 18. března – Izák Caban, slovenský filozof, teolog a dramatik (* 5. července 1632)
- 30. března – Sébastien Le Prestre de Vauban, vojenský stavitel (* 15. května 1633)
- 1. dubna – Takarai Kikaku, japonský básník (* 11. srpna 1661)
- 29. dubna – George Farquhar, irský dramatik (* 1677)
- 9. května – Dietrich Buxtehude, německý hudební skladatel (* 1637)
- 26. května – Madame de Montespan, milenka francouzského krále Ludvíka XIV. (* 5. října 1640)
- 11. června – Pietro Trinchera, italský dramatik a operní libretista († 12. února 1755)
- 24. června – Kaspar von Stieler, německý učenec, jazykovědec a lexikograf (* 2. srpna 1632)
- 18. srpna – William Cavendish, 1. vévoda z Devonshiru, anglický státník a šlechtic (* 25. ledna 1640)
- 5. října – Daniel Georg Speer, slovenský spisovatel a hudební skladatel (* 2. července 1636)
- 29. října – Maria Clara Eimmart, německá astronomka a ilustrátorka (* 27. března 1676)
- 24. prosince – Karolína Lehnická, poslední člen rodu Piastovců (* 1652)
- 27. prosince – Jean Mabillon, benediktinský mnich a historik (* 23. listopadu 1632)
- neznámé datum – Š’-tchao, čínský malíř (* 1642)

## Hlavy států
- Dánsko-Norsko – Frederik IV. (1699–1730)
- Francie – Ludvík XIV. (1643–1715)
- Habsburská monarchie – Josef I. (1705–1711)
- Osmanská říše – Ahmed III. (1703–1730)
- Polsko – Stanislav I. Leszczyński  (1704–1709)
- Portugalsko – Jan V. (1706–1750)
- Prusko – Fridrich I. (1688–1713)
- Rusko – Petr I. (1682–1725)
- Španělsko – Filip V. (1700–1724)
- Švédsko – Karel XII. (1697–1718)
- Velká Británie – Anna Stuartovna (1702–1714)
- Papež – Klement XI. (1700–1721)
- Japonsko – Higašijama (1687–1709)
- Perská říše – Husajn Šáh (1694–1722)